# کتابخانه زندان

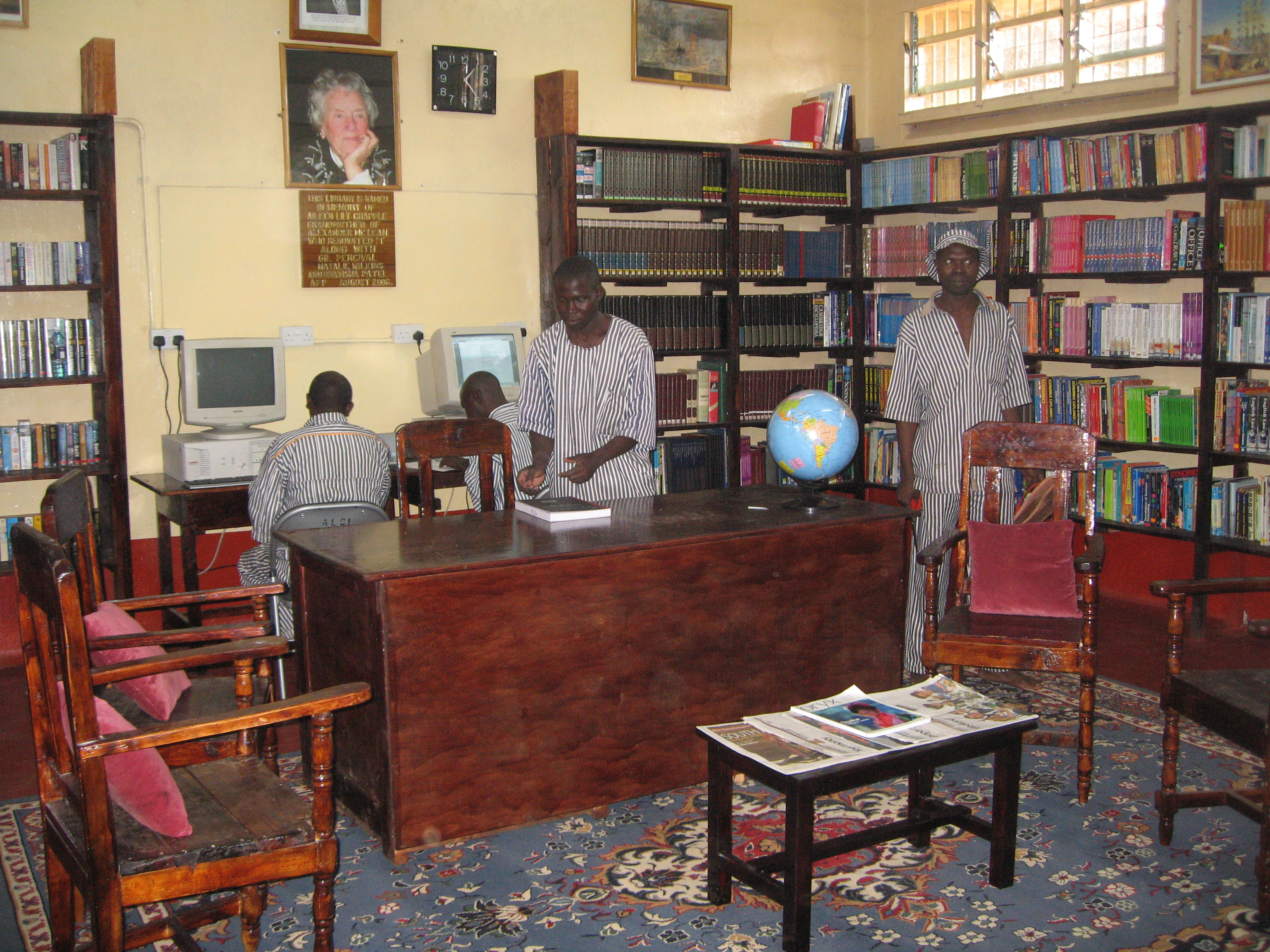
کتابخانه ای در زندان

کتابخانه زندان کتابخانه‌ای است در زندان‌ها برای استفاده زندانیان. بودجه آن از طرف دولت و به تناسب تعداد زندانیان تعیین می‌شود.